# Gerolsheim
Gerolsheim település Németországban, Rajna-vidék-Pfalz tartományban. Lakosainak száma 1790 fő (2023. december 31.).

## Népesség
A település népességének változása:
| Lakosok száma | 1170 | 1739 | 1761 | 1782 | 1811 | 1790 |
|               | 1975 | 2017 | 2019 | 2021 | 2022 | 2023 |